# Nine
Nine (яп. ナイン Наин) — манга о бейсболе, автором которой является Мицуру Адати. Публиковалась в журнале Monthly Shōnen Sunday Zōkan с октября 1978 года по май 1979 года. По мотивам манги были созданы 3 аниме-фильма и дорама, которая транслировалась по телеканалу Fuji TV в рамках программы Monday Dramaland (яп. 月曜ドラマランド Гэцуё Дорамарандо). Позже улучшенная версия первого аниме была выпущена в японских кинотеатрах с новым музыкальным сопровождением.

## Сюжет
Перед тем, как впервые войти в высшую школу Сэйсю, звезда по гонкам Кацуя Ниими и чемпион по дзюдо Сусуму Карасава видят плачущую девушку, потерявшую бейсбольный мяч. Главные герои, чтобы подбодрить девушку, решают присоединиться к её команде по бейсболу. Девушку зовут Юри Накао, она — дочка тренера по бейсболу. По словам Юри, если она не станет играть лучше, её школьную команду могут распустить. Так Кацуя и Сусуму становятся одними из 9 игроков в команде и постепенно учатся играть в бейсбол. В будущем их ждут новые чемпионаты с другими школьными командами.

## Список персонажей
Кацуя Ниими (яп. 新見 克也)
Сэйю: Тору Фуруя
Главный герой истории, в бейсбольной команде занимает последнюю позицию в центре. Влюблён в Юри. В средней школе побил рекорды по бегу на 100 и 200 метров на национальном уровне. Любимая еда — суши. На его футболке изображён номер 8.
Юри Накао (яп. 中尾 百合)
Сэйю: Марико Исихара
Менеджер бейсбольного клуба и дочь тренера бейсбольной команды. Развивает романтические отношения с Кацуей.
Сусуму Карасава (яп. 唐沢 進)
Сэйю: Кэй Томияма
Занимает последнюю позицию справа на бейсбольном поле. Стал чемпионом в префектуре по дзюдо. Носит футболку под номером 9.
Эйдзи Курахаси (яп. 倉橋 永二)
Сэйю: Канэто Сиодзава
Питчер-левша в бейсбольной команде. Один из лучших питчеров средних классов во всей Японии. Его отец занимается грузоперевозками.
Юкими Ясуда (яп. 安田 雪美)
Сэйю: Тика Сакамото
Превосходный атлет, влюбилась в Кацую ещё в средней школе. После того, как Кацуя переводится в новую школу, Юкими начинает преследовать Кацую к большому неудовольствию Юри.
Кэнтаро Яманака (яп. 山中 健太郎)
Сэйю: Акира Камия
Друг детства Юри. Питчер бейсбольной команды средней школы Бунан. Он также претендует на сердце Юри и становится соперником Кацуи.
Дзиро Яманака (яп. 山中 二郎)
Сэйю: Ёсикадзу Хирано
Младший брат Кэнтаро и новый член бейсбольной команды. Стоит на третьей базе. Влюблён в Юкими. Носит футболку с номером 5.
Тими Яманака (яп. 山中 智美)
Младшая сестра братьев Яманака. Она пытается наладить отношения между Юри и Кэнтаро, и таким образом мешает развитию романтических отношений между Кацуей и Юри.
Тренер Накао
Сэйю: Итиро Нагай
Тренер бейсбольного клуба. Боится потерять работу, так как его команда долгое время не выигрывала на матчах. Однако всё меняется, после того, как в команду входит Эйдзи Курахаси. Ранее тренировал маленького Кэнтаро, будучи его соседом.
Папа Кацуи
Сэйю: Тацуюки Дзиннай
Бывший бейсболист, помогает Эйдзи присоединиться к бейсбольной команде после разговора с его отцом.
Источники: